# مقاومة وعائية
المقاومة الوعائية (بالإنجليزية: Vascular resistance)‏ هي المقاومة التي يجب التغلب عليها لدفع الدم عبر نظام الدوران وإنشاء تدفق. تُعرف المقاومة التي يبديها نظام الدوران بالمقاومة الوعائية الجهازية (SVR) وأحيانا تسمى باسمها القديم المقاومة المحيطية الكلية (TPR)، في حين أن المقاومة التي تبديها الدورة الرئوية تُعرف بالمقاومة الوعائية الرئوية (PVR) تُستخدم المقاومة الوعائية الجهازية في حسابات ضغط الدم، تدفق الدم، والوظيفة القلبية. تضيق الأوعية ( انخفاض قطر الوعية الدموية) يزيد من من المقاومة الجهازية في حين أن توسع الأوعية (زيادة قطرها) تُخفض المقاومة الجهازية.

## الوحدات
وحدة قياس المقاومة الوعائية هي داين.ثا.سم−5، أو باسكال في الثانية لكل متر مكعب (با.ثا/م3)، لسهولة اشتقاقها من الضغط الذي يقاس بالميليمتر الزئبقي (ملم ز) والنتاج القلبي (الذي يقاس باللتر على الدقيقة ل/د) ويمكن أن يُعطى على الشكل (ملم ز.د/ل)، حيث 1 ملم ز = 1.330 داين/ سم2 ويقاس التدفق بوحدة سم3/ثا. هذا مماثل عدديا لوحدات ضعط الهجين (HRU)، المعروفة كذلك باسم وحدات وود (المسماة باسم بول وود) والتي تستخدم بتواتر من قبل الأطباء المتخصصين بأمراض قلب الأطفال. التحويل بين هذه الوحدات كالتالي:
{\displaystyle 1\,{\frac {{\text{mmHG}}\cdot {\text{min}}}{\text{ L }}}({\text{HRUs}})=8\,{\frac {{\text{MPa}}\cdot {\text{s}}}{{\text{m}}^{3}}}=80\,{\frac {{\text{dyn}}\cdot {\text{sec}}}{{\text{cm}}^{5}}}}
حيث mmHG: ميليمتر زئبقي،وMPa: ميجا باسكال، وdyn: داين.
| القياس                     | المجال المرجعي | المجال المرجعي | المجال المرجعي             |
| القياس                     | داين·ثا/سم5    | ميجا با·ثا/م3  | ملم ز·د/ل أو HRU/وحدات وود |
| -------------------------- | -------------- | -------------- | -------------------------- |
| المقاومة الوعائية الجهازية | 700–1600       | 70–160         | 9–20                       |
| المقاومة الوعائية الرئوية  | 20–130         | 2–13           | 0.25–1.6                   |

## التنظيم
هناك الكثير من العوامل التي تغير المقاومة الوعائية. تُحدد المطاوَعة الوعائية من خلال التوتر العضلي للأنسجة العضلية الملساء في الغلالة الوسطانية ومرونة الألياف المرنة فيها، ويخضع التوتر العضلي لتأثيرات استتبابية مستمرة من قبل الهرمونات وجزيئات تأشير الخلية التي تحفز توسع الأوعية وتضيقها للحفاظ على ضغط الدم وتدفقه ضمن المجالات المرجعية.
في المقاربة الأولى، استنادًا إلى جريان الموائع (عندما تكون المادة المتدفقة مستمرة ومكونة من روابط ذرية أو جزيئية مستمرة، يحدث الاحتكاك الداخلي بين طبقات متوازية مستمرة ذات سرعات مختلفة) تُمثل العوامل التي تؤثر على المقاومة الوعائية بصيغة متكيفة من قانون هاجن-بوازوي:
{\displaystyle R={\frac {8L\eta }{\pi r^{4}}}}
إذ إن:
- R = مقاومة تدفق الدم
- L = طول الوعاء
- η = لزوجة الدم
- r = نصف قطر الوعاء الدموي

لا يخضع طول الوعاء في الجسم عمومًا للتغيير.
في قانون هاجن-بوازوي، تبدأ طبقات التدفق من الجدار، ووفق لزوجتها، يُلاقي بعضها بعضًا في الخط المركزي للوعاء وفق قطع مكافئ يمثل السرعة.
في مقاربة ثانية أكثر واقعية وآتية من الملاحظات التجريبية على تدفقات الدم، وفقًا لثورستون، هناك طبقة من البلازما الخالية من الخلايا قرب جدار الوعاء تحيط بالتدفق المتقطع. وهي طبقة سائلة تكون فيها اللزوجة η على مسافة δ تابعة للزوجة δ وتُكتب على شكل η(δ)، ولا تلتقي هذه الطبقات المحيطة في مركز الأوعية الدموية في تدفق الدم الحقيقي. عوضًا عن ذلك، يكون التدفق المتقطع فائق اللزوجة لاحتوائه تركيزًا عاليًا من كريات الدم الحمراء. جمع ثورستون هذه الطبقة بمقاومة التدفق لوصف تدفق الدم عن طريق اللزوجة η(δ) والسماكة δ من طبقة الجدار.
يظهر قانون مقاومة الدم على أنه R المتغيرة بتغير تدفق الدم:
{\displaystyle R={\frac {cL\eta (\delta )}{\pi \delta r^{3}}}}
إذ إن:
- R = مقاومة تدفق الدم
- c = معامل ثابت للتدفق
- L = طول الوعاء
- η(δ) = لزوجة الدم في طبقات البلازما الجدارية الخالية من الخلايا
- r = نصف قطر الوعاء الدموي
- δ = المسافة في طبقة البلازما الخالية من الخلايا

تختلف مقاومة الدم اعتمادًا على لزوجة الدم وحجم تدفقه المتقطع (أو التدفق الغمدي نظرًا لأنهما يكملان بعضهما عبر القسم الوعائي) أيضًا وعلى حجم الأوعية.
تزداد لزوجة الدم كلما كان الدم أكثر كثافة، وتقل حين يكون الدم أقل كثافة. كلما زادت لزوجة الدم، كانت المقاومة أكبر. تزداد لزوجة الدم في الجسم مع زيادة تركيز خلايا الدم الحمراء، وبالتالي سيتدفق المزيد من الدم الأخف كثافة بسهولة أكبر، في حين أن الدم الأكثر كثافة سيتدفق ببطء أكبر.
في مواجهة هذا التأثير، يؤدي انخفاض اللزوجة في السائل إلى احتمال زيادة اضطراب الجريان. يمكن النظر إلى الاضطراب من خارج نظام الأوعية الدموية المغلق على أنه مقاومة متزايدة، وبالتالي مقاومة تدفق المزيد من الدم الأخف كثافة. قد يفسر الاضطراب، خاصة في الأوعية الكبيرة، بعض التغيرات في الضغط عبر سرير الأوعية الدموية.